# Ресторан „Код двоглавог орла”
„Код двоглавог орла“ је ресторан у Београду, у улици Теразије бр. 34.

## Локација
Ресторан „Код двоглавог орла" смештен је у делу чувене зграде -  задужбине Алексе Крмановића, познате и као „Зграда протокола“.

## Историја зграде
Зграда је изграђена 1885. године, према наруџбини трговца Јоце Марковића, а пројектовао је тада чувени архитекта Јован Илкић. Браћа Крсмановић су је купила 1898. године, а Алекса Крмановић, који је у њој живео до своје смрти, 1914. године, завештао је српском народу. По завршетку Првог светског рата, ту је боравио регент Александар I Карађорђевић, сво до 1922. године. Кућа је тако постала званична краљевска резиденција, у којој је 1. децембра 1918. године проглашена Краљевина Срба, Хрвата и Словенаца.
По исељењу регента, палата је постала ресторан „Клериџ“, а у мају 1930. је у једној сали отворен и биоскоп. Од 1934. до Другог светског рата овде се налазио Савез сокола Краљевине Југославије. За време рата ту је била смештена кантина за немачку Управу града. После рата, у згради се смешта Протокол Савезног секретаријата за иностарне послове СФРЈ и Дипломатски клуб (исељени 1979.).
У регистар споменика културе уписана је 1964. године, а највећа рестаурација обављена је 1987. године, када је простор прилагођен за Клуб привредника и банку. Касније је ту био Факултет за медије и комуникације са „Кућом културе“.

## Изглед ресторана
Ресторан „Код двоглавог орла“ налази се у приземљу зграде, има затворену салу (100 особа) и башту (200 оссоба). Не излази на улицу, али је башта смештена испред унутрашње фасаде, богато украшене, са степеништем. Баштом доминира липа за коју се сматра да је посађена крајем 19. века.
Аутентични ентеријер богат детаљима који описују историју нашег народа гостима омогућава да се упознају са бројним причама везаним за историју, а пре свега за чувени симбол „двоглавог орла“. У време Душановог царства симбол је био присутан и на грбу, и на објектима, и на државним документима.
"Имајући у виду такву историју ми смо желели да дамо свој допринос неговању наше традиције па су скоро на сваком кораку видни трагови те наше славне историје, још из времена пре Немањића. Имамо симболе и знакове Винчанске културе, винчански календар који и данас вероватно најтачније мери време. Ресторан краси Грб Цара Душана, оклоп витезова Немањића, мач, штит, ковани новац краља Милутина и Уроша", истиче директор ресторана Небојша Остојић.

## Угоститељска понуда
Јеловник ресторана је прилагођен савременим трендовима, али садржи и специјалитете из давнина – рибље специјалитете, ракију „медовачу“, ракију од дивље крушке, манастирска вина од аутохтоних сорти грожђа. На менију су и витешки доручак, монашке прженице, српски тањир, жупанова салата, ребарца двоглави орао, метохијска кобасица, властелинска ћуретина и др.

## Галерија
- Ентеријер
- Ентеријер
- Улаз
- Оклоп на улазу